# アーサー・ウィント
アーサー・ウィント (Arthur Stanley Wint、1920年3月25日 - 1992年10月19日)は、ジャマイカの陸上競技選手。1948年ロンドンオリンピック男子400mの金メダリストである。

## 経歴
ウィントは1938年中央アメリカ・カリブ海選手権の800mで優勝する。1942年にウィントは英国空軍に入隊、カナダでトレーニングを続け、400mのカナダ記録を樹立。第二次世界大戦では現役のパイロットとしてイギリスで従軍。1947年に空軍を除隊し、ロンドンのセント・バーソロミュー病院で医師となるための勉強をはじめる。
ウィントは1948年ロンドンオリンピックの400mに出場し、46秒2の世界新記録で同僚のハーブ・マッキンリー(Herb McKenley)らを下し、ジャマイカ史上初の金メダルを獲得した。800mでは、アメリカのマルビン・ホイットフィールド(Mal Whitfield)に敗れたものの銀メダルを獲得。4×400mリレーにも出場。ウィント、マッキンリーらを要していたジャマイカの金メダルが期待されたが、ウィントは足を痛め途中棄権という結果に終わった。
1952年ヘルシンキオリンピックでは4×400mリレーに出場。3分03秒9の世界新記録で金メダルを獲得。さらに、ウィントは800mでもホイットフィールドに次いで銀メダルを獲得した。
ウィントは1953年に医師としての研修が終了するとともに競技から引退。1954年には大英帝国勲章を受章。1955年にはジャマイカに帰国しジャマイカ西部のハノーバー教区で医師として従事した。